# 피지의 재외공관 목록

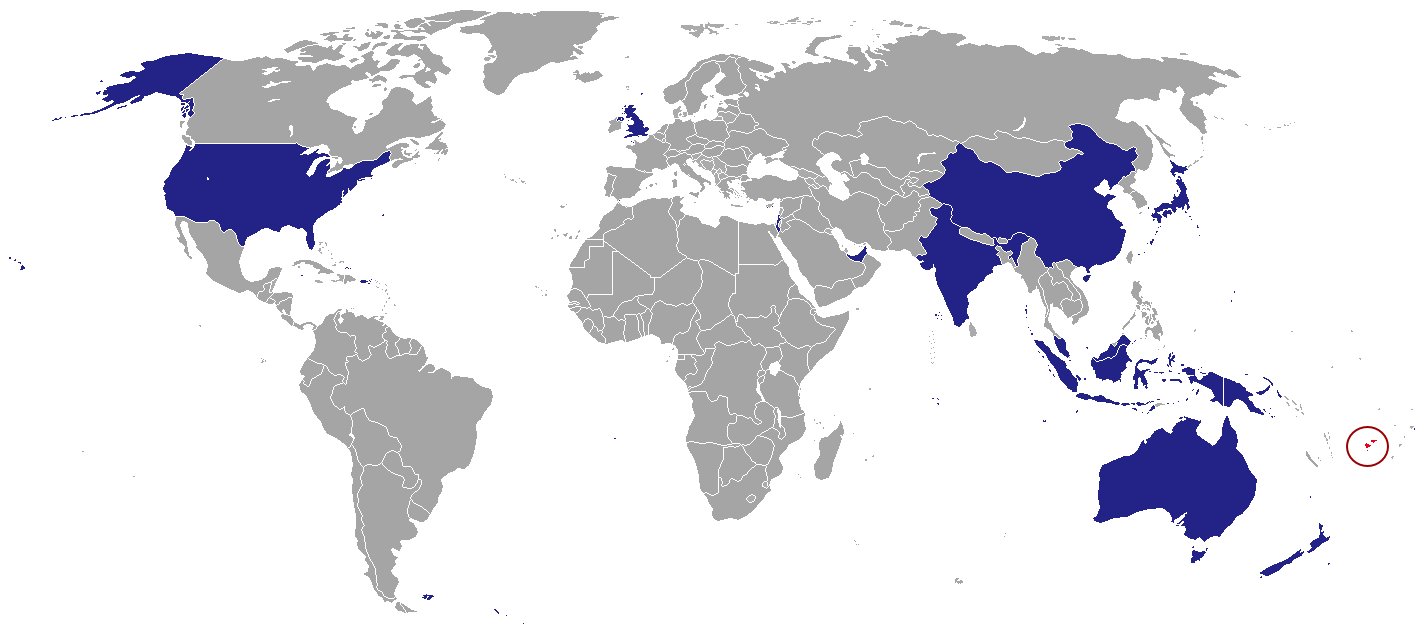
각국에 마련된 피지 관련 재외공관들.

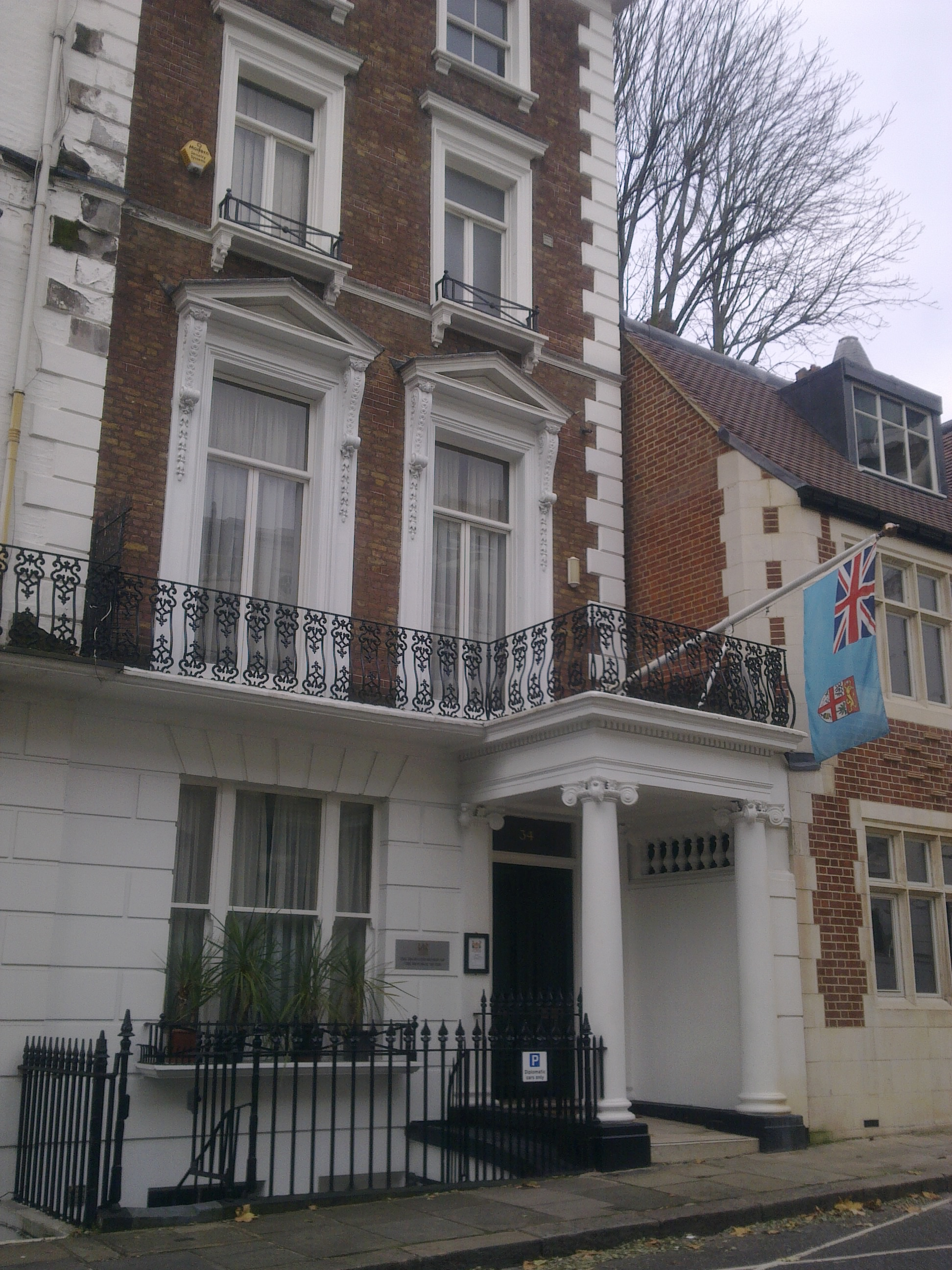
런던 주재 피지 고등판무관 사무소

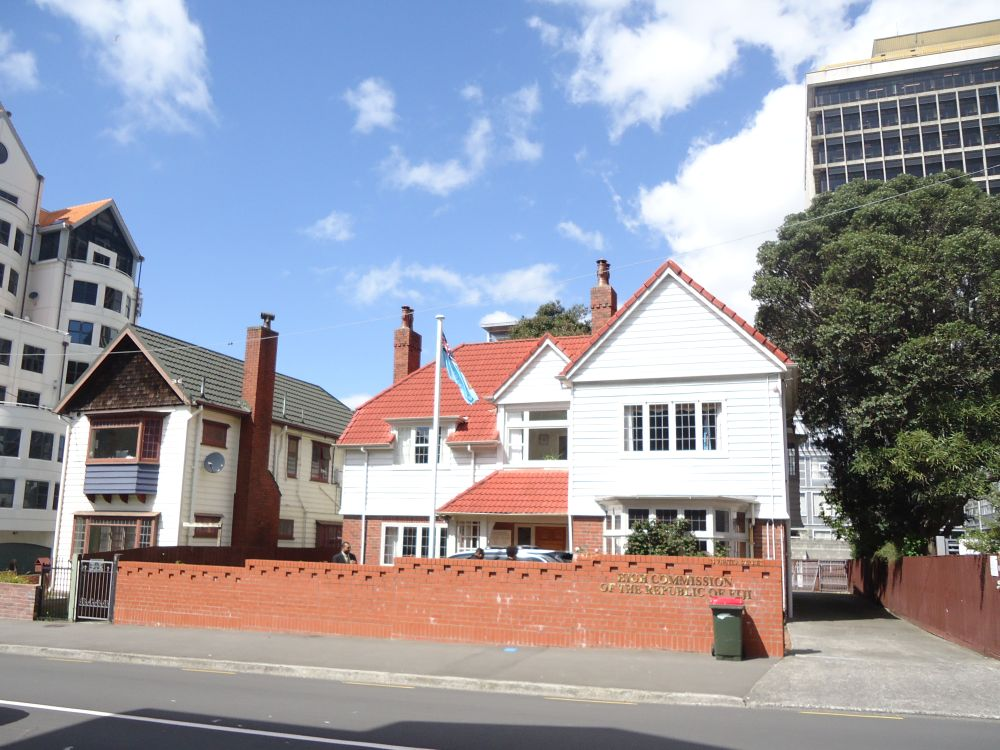
웰링턴 주재 피지 고등판무관 사무소

피지의 재외공관 목록은 피지 주재 대사관과 고등판무관 사무소를 각국에 상주시켜 놓는 것을 의미하며, 피지의 재외공관을 나열한 목록이다.

## 아프리카·아메리카
- 미국 : 워싱턴 D.C. (대사관)

## 아시아
- 중화인민공화국 : 베이징시 (대사관), 상하이시 (총영사관)
- 일본 : 도쿄 (대사관)
- 인도 : 뉴델리 (고등판무관 사무소)
- 인도네시아 : 자카르타 (대사관)
- 아랍에미리트 : 아부다비 (대사관)

## 유럽
- 벨기에 : 브뤼셀 (대사관)
- 영국 : 런던 (고등판무관 사무소)

## 오세아니아
- 오스트레일리아 : 캔버라 (고등판무관 사무소), 시드니 (총영사관)
- 뉴질랜드 : 웰링턴 (고등판무관 사무소)
- 파푸아뉴기니 : 포트모르즈비 (고등판무관 사무소)

## 대표부
- UN 피지 정부 대표부 : 뉴욕
- EU 피지 정부 대표부 : 브뤼셀

## 같이 보기
- 피지 주재 외국공관 목록